# Niphona chapaensis
Niphona chapaensis är en skalbaggsart som beskrevs av Maurice Pic 1936. Niphona chapaensis ingår i släktet Niphona och familjen långhorningar. Inga underarter finns listade i Catalogue of Life.